# Superman (Lied)
Superman ist ein Lied des US-amerikanischen Rappers Eminem, das er zusammen mit der R&B-Sängerin Dina Rae aufnahm. Der Song ist die dritte Singleauskopplung seines vierten Studioalbums The Eminem Show und wurde am 27. Januar 2003 ausschließlich in den USA veröffentlicht.

## Inhalt
Der Text wird aus der Perspektive von Frau und Mann gerappt, wobei Eminem den männlichen Part und die Sängerin Dina Rae den weiblichen Part übernimmt. Beide verwenden das lyrische Ich in ihren Rollen. Im Intro sagt die Frau, dass sie high sei und der Mann sagt, dass er ihr was erzählen müsse. Daraufhin setzt der Refrain ein, bei dem beide ihre „Liebe“ zueinander beteuern und der Mann meint, dass er Superman sei und bereit, sie in seine Welt zu retten. Im ersten Vers rappt Eminem darüber, dass der Mann nun wieder Single sei und sich nicht mehr von einer dahergelaufenen Schlampe in eine Beziehung verwickeln lassen würde, sondern nur noch auf Sex aus sei. Dabei fällt auch eine Anspielung auf die Sängerin Mariah Carey („What you Mariah?“), die eine Affäre mit Eminem gehabt haben soll und ursprünglich den weiblichen Part singen sollte. Im nun geänderten Refrain heißt es, dass Schlampen von Montag bis Sonntag kommen und gehen und dass der Mann nicht ihr Superman sein kann. Die zweite Strophe dreht sich vor allem um Eifersucht und spielt dabei auch auf den Vorfall an, dass Eminem seine Ex-Frau Kim mit einem anderen Mann erwischte und diesen dann mit einer Waffe bedrohte. Zwischen den letzten beiden Strophen äfft Eminem Frauenstimmen nach und simuliert so einen sinnfreien Dialog, der auf Eminems Tattoo „rot in pieces“ anspielt. Der Mann sagt, dass Frauen lügen und er sie deshalb nicht genug liebe, um ihnen zu vertrauen. In der dritten Strophe gipfelt die Abneigung des lyrischen Ichs gegen Frauen sogar in Gewalt, so heißt es, dass die Schlampe geschlagen wird, bis sie nicht mehr stehen könne („slap you till you can't stand“), außerdem würde er sie mit Anthrax über ihren Tampon infizieren („Put Anthrax on a Tampax“).

## Produktion
Eminem produzierte den Beat von Superman selbst. Dabei verwendete er keine Samples anderer Lieder. Der Song wurde in Eminems Haus und im 54Sound-Studio aufgenommen.

## Musikvideo
Bei dem zu Superman gedrehten Video führte Paul Hunter Regie. Es ist u. a. als Bonusmaterial auf der DVD zum Film 8 Mile enthalten. Aufgrund der dargestellten Nacktheit wurde das Video nur selten im Fernsehen gezeigt.
In dem Musikvideo spielt die Pornodarstellerin Gina Lynn die Freundin Eminems. Das Liebespaar vergnügt sich in einem Hotelzimmer, bis es zu einem Streit kommt und Eminem seine Geliebte aussperrt. Von nun an provozieren sich beide gegenseitig durch den Türspion.

## Single

### Covergestaltung
Das Singlecover ist in schwarz gehalten und enthält die Schriftzüge Superman, From the Eminem Show und Eminem in weiß. Dabei wird das E im Wort Superman angestrahlt und ist falsch herum.

### Chartplatzierungen
Superman stieg auf Platz 55 in die US-amerikanischen Charts ein und erreichte in den folgenden Wochen mit Rang 15 die höchste Position. Insgesamt hielt sich der Song 16 Wochen in den Top 100.
| ChartsChartplatzierungen       | Höchstplatzierung | Wochen |
| ------------------------------ | ----------------- | ------ |
| Vereinigte Staaten (Billboard) | 15 (16 Wo.)       | 16     |

| ChartsJahrescharts (2003)      | Platzierung |
| ------------------------------ | ----------- |
| Vereinigte Staaten (Billboard) | 98          |

### Auszeichnungen für Musikverkäufe
Superman erhielt im Jahr 2024 in Deutschland für mehr als 300.000 verkaufte Einheiten eine Goldene Schallplatte. In den Vereinigten Staaten wurde es 2022 mit Doppel-Platin für über zwei Millionen Verkäufe ausgezeichnet.

| Land/Region                  | Auszeichnungen für Musikverkäufe (Land/Region, Auszeichnung, Verkäufe) | Verkäufe  |
| ---------------------------- | ---------------------------------------------------------------------- | --------- |
| Australien (ARIA)            | 5× Platin                                                              | 350.000   |
| Brasilien (PMB)              | Gold                                                                   | 30.000    |
| Dänemark (IFPI)              | Platin                                                                 | 90.000    |
| Deutschland (BVMI)           | Gold                                                                   | 300.000   |
| Griechenland (IFPI)          | Platin                                                                 | 20.000    |
| Italien (FIMI)               | Gold                                                                   | 50.000    |
| Neuseeland (RMNZ)            | 4× Platin                                                              | 120.000   |
| Österreich (IFPI)            | Platin                                                                 | 30.000    |
| Portugal (AFP)               | Platin                                                                 | 10.000    |
| Spanien (Promusicae)         | Gold                                                                   | 30.000    |
| Vereinigte Staaten (RIAA)    | 2× Platin                                                              | 2.000.000 |
| Vereinigtes Königreich (BPI) | Platin                                                                 | 600.000   |
| Insgesamt                    | 4× Gold · 16× Platin ·                                                 | 3.630.000 |

Hauptartikel: Eminem/Auszeichnungen für Musikverkäufe